# Christian Hansen (arkitekt)
Hans Christian Hansen, född 20 april 1803, död 2 maj 1883 i Wien, var en dansk arkitekt och bror till Theofilus Edvard Hansen.
Christian Hansen studerade vid Kunstakademiets Arkitektskole i Köpenhamn under bland andra Gustav Friederich Hetsch, erhöll 1829 stora guldmedaljen och reste 1831 som stipendiat över Italien och Sicilien till Grekland. I Aten ingick han i statens tjänst och uppförde bland annat universitetsbyggnaden där. Samtidigt deltog Hansen i arkeologiska utgrävningar och utgav 1839 teckningar av Niketemplet på Akropolis. 
Från Aten kallades han till Trieste, där han byggde Marinarsenalen 1854-1857, och återvände 1857 till Köpenhamn, där han blev professor vid konstakademin och byggde
Observatoriet 1859-1861, Naturhistoriska museet, som sluter sig till universitetets byggnadskomplex, Kommunehospitalet 1859-1863 samt Zoologiska museet 1863-1869. Hansen är representerad vid bland annat Nationalmuseum i Stockholm.

## Utmärkelser
- Eckersbergmedaljen,  1843
- Riddare av Dannebrogorden,  1857[4]
- Dannebrogsmännens hederstecken,  1860[4]
- Kommendör av Dannebrogorden,  1876[4]
- Kommendör av första graden av Dannebrogorden,  1881[4]

[Redigera Wikidata]